# Afrikaans kampioenschap voetbal 1988
De African Cup of Nations 1988 was de zestiende editie van de Afrika Cup, het kampioenschap voor nationale voetbalelftallen. Het vond van 13 tot en met 27 maart plaats in Marokko dat Zambia als gastland verving. Er werd gespeeld in de steden Casablanca en Rabat. Marokko (gastland) en Egypte (titelverdediger) waren automatisch geplaatst voor de eindronde. Kameroen was het vierde land, na Egypte, Ghana en Zaïre, die de Afrika Cup voor de tweede keer won.

## Kwalificatie

### Voorronde
|                    |        |       |       |        |
| «onderlinge duels» | Angola | 1 – 0 | Gabon | Angola |
| «onderlinge duels» |        |       |       | Angola |

|                    |               |       |        |       |
| «onderlinge duels» | Gabon         | 1 – 0 | Angola | Gabon |
| «onderlinge duels» |               |       |        | Gabon |
| «onderlinge duels» | Strafschoppen |       |        | Gabon |
| «onderlinge duels» | 3 – 5         |       |        | Gabon |

Angola won na strafschoppen (3–5) en plaatste zich voor de eerste ronde.
|                    |                               |       |                   |                 |
| «onderlinge duels» | Centraal-Afrikaanse Republiek | 1 – 2 | Congo-Brazzaville | Centraal Afrika |
| «onderlinge duels» |                               |       |                   | Centraal Afrika |

|                    |                   |       |                               |                   |
| «onderlinge duels» | Congo-Brazzaville | 5 – 1 | Centraal-Afrikaanse Republiek | Congo-Brazzaville |
| «onderlinge duels» |                   |       |                               | Congo-Brazzaville |

Congo-Brazzaville plaatst zich voor de eerste ronde.
|                    |        |       |        |        |
| «onderlinge duels» | Guinee | 2 – 1 | Gambia | Guinee |
| «onderlinge duels» |        |       |        | Guinee |

|                    |        |       |        |        |
| «onderlinge duels» | Gambia | 0 – 1 | Guinee | Gambia |
| «onderlinge duels» |        |       |        | Gambia |

Guinee plaatst zich voor de eerste ronde.
|                    |              |       |         |              |
| «onderlinge duels» | Sierra Leone | 2 – 1 | Liberia | Sierra Leone |
| «onderlinge duels» |              |       |         | Sierra Leone |

|                    |         |       |              |         |
| «onderlinge duels» | Liberia | 1 – 1 | Sierra Leone | Liberia |
| «onderlinge duels» |         |       |              | Liberia |

Sierra Leone plaatste zich voor de eerste ronde.
|                    |         |       |         |         |
| «onderlinge duels» | Oeganda | 5 – 0 | Somalië | Oeganda |
| «onderlinge duels» |         |       |         | Oeganda |

|                    |         |       |         |         |
| «onderlinge duels» | Somalië | 0 – 0 | Oeganda | Somalië |
| «onderlinge duels» |         |       |         | Somalië |

Oeganda plaatste zich voor de eerste ronde.
|                    |          |       |          |          |
| «onderlinge duels» | Ethiopië | 4 – 2 | Tanzania | Ethiopië |
| «onderlinge duels» |          |       |          | Ethiopië |

|                    |          |           |          |          |
| «onderlinge duels» | Tanzania | Walk-over | Ethiopië | Tanzania |
| «onderlinge duels» |          |           |          | Tanzania |

Ethiopië trok zich terug, Tanzania plaatst zich voor de eerste ronde.
|                    |            |           |           |  |
| «onderlinge duels» | Madagaskar | Walk-over | Mauritius |  |
| «onderlinge duels» |            |           |           |  |

Mauritius trok zich terug, Madagaskar plaatst zich voor de eerste ronde.
|                    |        |           |         |  |
| «onderlinge duels» | Rwanda | Walk-over | Lesotho |  |
| «onderlinge duels» |        |           |         |  |

Lesotho trok zich terug, Rwanda plaatst zich voor de eerste ronde.
|                    |      |           |                    |  |
| «onderlinge duels» | Togo | Walk-over | Equatoriaal-Guinea |  |
| «onderlinge duels» |      |           |                    |  |

Equatoriaal Guinee trok zich terug, Togo plaatst zich voor de eerste ronde.
|                    |         |           |      |  |
| «onderlinge duels» | Tunesië | Walk-over | Mali |  |
| «onderlinge duels» |         |           |      |  |

Mali trok zich terug, Tunesië plaatst zich voor de eerste ronde.

### Eerste ronde
|                                  |                   |       |         |                                                                                             |
| 27 maart 1987 «onderlinge duels» | Algerije          | 1 – 0 | Tunesië | Stade 5 Juillet 1962, Algiers Toeschouwers: 35.000 Scheidsrechter: Hassan Chafai ( Marokko) |
| 27 maart 1987 «onderlinge duels» | Madjer 19' (pen.) |       |         | Stade 5 Juillet 1962, Algiers Toeschouwers: 35.000 Scheidsrechter: Hassan Chafai ( Marokko) |

|                                  |              |       |           |                                                                                     |
| 12 april 1987 «onderlinge duels» | Tunesië      | 1 – 1 | Algerije  | Stade El Menzah, Tunis Toeschouwers: 50.000 Scheidsrechter: Hussam El-Din ( Egypte) |
| 12 april 1987 «onderlinge duels» | Rakbaoui 31' |       | Menad 38' | Stade El Menzah, Tunis Toeschouwers: 50.000 Scheidsrechter: Hussam El-Din ( Egypte) |

Algerije plaatste zich voor de tweede ronde.
|                                  |                       |       |            |                                          |
| 28 maart 1987 «onderlinge duels» | Kenia                 | 2 – 0 | Madagaskar | Mombasa Scheidsrechter: Sheikh ( Egypte) |
| 28 maart 1987 «onderlinge duels» | Ayoyi 31' Magongo 41' |       |            | Mombasa Scheidsrechter: Sheikh ( Egypte) |

|                                  |                |       |       |                                                   |
| 12 april 1987 «onderlinge duels» | Madagaskar     | 2 – 1 | Kenia | Antananarivo Scheidsrechter: Nkhatazo ( Zimbabwe) |
| 12 april 1987 «onderlinge duels» | Setra Malabary |       | ? 24' | Antananarivo Scheidsrechter: Nkhatazo ( Zimbabwe) |

Kenia plaatste zich voor de tweede ronde.
|                                  |                             |       |      |                                       |
| 28 maart 1987 «onderlinge duels» | Nigeria                     | 2 – 0 | Togo | Lagos Scheidsrechter: Agbovi ( Ghana) |
| 28 maart 1987 «onderlinge duels» | Okorowanta 17' Obobaifo 45' |       |      | Lagos Scheidsrechter: Agbovi ( Ghana) |

|                                  |       |       |            |                                        |
| 12 april 1987 «onderlinge duels» | Togo  | 1 – 1 | Nigeria    | Lomé Scheidsrechter: Boni ( Ivoorkust) |
| 12 april 1987 «onderlinge duels» | ? 36' |       | Edobor 90' | Lomé Scheidsrechter: Boni ( Ivoorkust) |

Nigeria plaatste zich voor de tweede ronde.
|                                  |                                                    |       |           |                                              |
| 29 maart 1987 «onderlinge duels» | Kameroen                                           | 5 – 1 | Oeganda   | Yaoundé Scheidsrechter: Mounguengui ( Gabon) |
| 29 maart 1987 «onderlinge duels» | Ekéké 12' Sinkot 21' Omam-Biyik 49', 52' Milla 67' |       | Nkata 34' | Yaoundé Scheidsrechter: Mounguengui ( Gabon) |

|                                  |         |                |          |                                            |
| 11 april 1987 «onderlinge duels» | Oeganda | 3 – 1          | Kameroen | Kampala Scheidsrechter: Gasmalla ( Soedan) |
| 11 april 1987 «onderlinge duels» |         | Omam-Biyik 79' |          | Kampala Scheidsrechter: Gasmalla ( Soedan) |

Kameroen plaatste zich voor de tweede ronde.
|                                  |               |       |                   |                                            |
| 29 maart 1987 «onderlinge duels» | Ivoorkust     | 2 – 0 | Congo-Brazzaville | Abidjan Scheidsrechter: Okubule ( Nigeria) |
| 29 maart 1987 «onderlinge duels» | Traoré Fofana |       |                   | Abidjan Scheidsrechter: Okubule ( Nigeria) |

|                                 |                   |               |           |                                                 |
| 5 april 1987 «onderlinge duels» | Congo-Brazzaville | 1 – 2         | Ivoorkust | Brazzaville Scheidsrechter: Pettcha ( Kameroen) |
| 5 april 1987 «onderlinge duels» |                   | Traoré Fofana |           | Brazzaville Scheidsrechter: Pettcha ( Kameroen) |

Ivoorkust plaatste zich voor de tweede ronde.
|                                  |            |            |          |                                            |
| 29 maart 1987 «onderlinge duels» | Mozambique | 1 – 1      | Zimbabwe | Maputo Scheidsrechter: Mang'anda ( Malawi) |
| 29 maart 1987 «onderlinge duels» |            | Chunga 12' |          | Maputo Scheidsrechter: Mang'anda ( Malawi) |

|                                  |                                     |       |                      |                                            |
| 12 april 1987 «onderlinge duels» | Zimbabwe                            | 3 – 2 | Mozambique           | Harare Scheidsrechter: Mabuza ( Swaziland) |
| 12 april 1987 «onderlinge duels» | Ndunduma 39' Tauro 63' Chawanda 75' |       | Chababe 29' Nico 62' | Harare Scheidsrechter: Mabuza ( Swaziland) |

Zimbabwe plaatste zich voor de tweede ronde.
|                                  |                                        |       |        |                                           |
| 29 maart 1987 «onderlinge duels» | Senegal                                | 4 – 0 | Guinee | Dakar Scheidsrechter: Sogue ( Mauritanië) |
| 29 maart 1987 «onderlinge duels» | Sarr 24' (pen.), 72' Seck 46' Youm 90' |       |        | Dakar Scheidsrechter: Sogue ( Mauritanië) |

|                                  |        |       |         |                                         |
| 12 april 1987 «onderlinge duels» | Guinee | 0 – 0 | Senegal | Conakry Scheidsrechter: N'Diaye ( Mali) |
| 12 april 1987 «onderlinge duels» |        |       |         | Conakry Scheidsrechter: N'Diaye ( Mali) |

Senegal plaatste zich voor de tweede ronde.
|                                  |        |       |          |          |
| 29 maart 1987 «onderlinge duels» | Soedan | 1 – 0 | Tanzania | Khartoum |
| 29 maart 1987 «onderlinge duels» |        |       |          | Khartoum |

|                                  |            |       |               |               |
| 11 april 1987 «onderlinge duels» | Tanzania   | 1 – 1 | Soedan        | Dar-es-Salaam |
| 11 april 1987 «onderlinge duels» | Manara 19' |       | Mussa Ali 59' | Dar-es-Salaam |

Soedan plaatste zich voor de tweede ronde.
|                                  |                       |       |        |                                          |
| 29 maart 1987 «onderlinge duels» | Zaïre                 | 3 – 0 | Angola | Kinshasa Scheidsrechter: Chayu ( Zambia) |
| 29 maart 1987 «onderlinge duels» | Tueba Muntubila Nkama |       |        | Kinshasa Scheidsrechter: Chayu ( Zambia) |

|                                  |               |       |       |                                                           |
| 11 april 1987 «onderlinge duels» | Angola        | 1 – 0 | Zaïre | Luanda Scheidsrechter: Ondziel-Dinga ( Congo-Brazzaville) |
| 11 april 1987 «onderlinge duels» | de Campos 19' |       |       | Luanda Scheidsrechter: Ondziel-Dinga ( Congo-Brazzaville) |

Zaïre plaatste zich voor de tweede ronde.
|                                  |                 |       |                 |                                       |
| 30 maart 1987 «onderlinge duels» | Ghana           | 1 – 2 | Sierra Leone    | Accra Scheidsrechter: Coker ( Gambia) |
| 30 maart 1987 «onderlinge duels» | Abdul Razak 80' |       | Dumbuya 5', 55' | Accra Scheidsrechter: Coker ( Gambia) |

|                                  |              |       |       |                                            |
| 11 april 1987 «onderlinge duels» | Sierra Leone | 0 – 0 | Ghana | Freetown Scheidsrechter: Kouyaté ( Guinee) |
| 11 april 1987 «onderlinge duels» |              |       |       | Freetown Scheidsrechter: Kouyaté ( Guinee) |

Sierra Leone plaatste zich voor de tweede ronde.
|                    |       |           |        |  |
| «onderlinge duels» | Libië | Walk-over | Zambia |  |
| «onderlinge duels» |       |           |        |  |

Zambia trok zich terug, Libië plaatste zich voor de tweede ronde.
|                    |        |           |        |  |
| «onderlinge duels» | Malawi | Walk-over | Rwanda |  |
| «onderlinge duels» |        |           |        |  |

Rwanda trok zich terug, Malawi plaatste zich voor de tweede ronde.

### Tweede ronde
|                                |                         |       |        |                                                        |
| 5 juli 1987 «onderlinge duels» | Kameroen                | 2 – 0 | Soedan | Yaoundé Scheidsrechter: Bantsimba ( Congo-Brazzaville) |
| 5 juli 1987 «onderlinge duels» | Omam-Biyik 3' Milla 90' |       |        | Yaoundé Scheidsrechter: Bantsimba ( Congo-Brazzaville) |

|                                 |            |       |          |                                             |
| 18 juli 1987 «onderlinge duels» | Soedan     | 1 – 0 | Kameroen | Khartoum Scheidsrechter: Kidane ( Ethiopië) |
| 18 juli 1987 «onderlinge duels» | Gadous 50' |       |          | Khartoum Scheidsrechter: Kidane ( Ethiopië) |

Kameroen plaatst zich voor het hoofdtoernooi.
|                                |        |       |           |                                                 |
| 3 juli 1987 «onderlinge duels» | Malawi | 1 – 2 | Ivoorkust | Lilongwe Scheidsrechter: Valdemarca ( Zimbabwe) |
| 3 juli 1987 «onderlinge duels» |        |       |           | Lilongwe Scheidsrechter: Valdemarca ( Zimbabwe) |

|                                 |              |       |        |                                                 |
| 19 juli 1987 «onderlinge duels» | Ivoorkust    | 2 – 0 | Malawi | Abidjan Scheidsrechter: Hussam El-Din ( Egypte) |
| 19 juli 1987 «onderlinge duels» | Traoré Tiehi |       |        | Abidjan Scheidsrechter: Hussam El-Din ( Egypte) |

Ivoorkust plaatst zich voor het hoofdtoernooi.
|                                |              |       |              |                                      |
| 4 juli 1987 «onderlinge duels» | Nigeria      | 3 – 0 | Sierra Leone | Lagos Scheidsrechter: Traoré ( Mali) |
| 4 juli 1987 «onderlinge duels» | Edobor Nwosu |       |              | Lagos Scheidsrechter: Traoré ( Mali) |

|                                 |                     |       |         |                                             |
| 18 juli 1987 «onderlinge duels» | Sierra Leone        | 2 – 0 | Nigeria | Freetown Scheidsrechter: N'Cho ( Ivoorkust) |
| 18 juli 1987 «onderlinge duels» | Dumbuya 5' Kanu 90' |       |         | Freetown Scheidsrechter: N'Cho ( Ivoorkust) |

Nigeria plaatst zich voor het hoofdtoernooi.
|                                |         |       |       |       |
| 5 juli 1987 «onderlinge duels» | Senegal | 0 – 0 | Zaïre | Dakar |
| 5 juli 1987 «onderlinge duels» |         |       |       | Dakar |

|                                 |               |       |         |                                           |
| 19 juli 1987 «onderlinge duels» | Zaïre         | 0 – 0 | Senegal | Kinshasa Scheidsrechter: Diramba ( Gabon) |
| 19 juli 1987 «onderlinge duels» |               |       |         | Kinshasa Scheidsrechter: Diramba ( Gabon) |
| 19 juli 1987 «onderlinge duels» | Strafschoppen |       |         | Kinshasa Scheidsrechter: Diramba ( Gabon) |
| 19 juli 1987 «onderlinge duels» | 4 – 2         |       |         | Kinshasa Scheidsrechter: Diramba ( Gabon) |

Zaïre plaatst zich voor het hoofdtoernooi na strafschoppen (4–2).
|                                |          |       |             |                                              |
| 5 juli 1987 «onderlinge duels» | Zimbabwe | 1 – 1 | Kenia       | Harare Scheidsrechter: Desscann ( Mauritius) |
| 5 juli 1987 «onderlinge duels» | ?'       |       | Oyiyela 88' | Harare Scheidsrechter: Desscann ( Mauritius) |

|                                 |       |       |          |                                           |
| 18 juli 1987 «onderlinge duels» | Kenia | 0 – 0 | Zimbabwe | Nairobi Scheidsrechter: Kalombo ( Malawi) |
| 18 juli 1987 «onderlinge duels» |       |       |          | Nairobi Scheidsrechter: Kalombo ( Malawi) |

Kenia kwalificeert zich voor het hoofdtoernooi.
|                    |          |           |       |  |
| «onderlinge duels» | Algerije | Walk-over | Libië |  |
| «onderlinge duels» |          |           |       |  |

Libië trok zich terug, Algerije kwalificeert zich voor het hoofdtoernooi.

## Gekwalificeerde landen
| Land        | Aantal deelnames | Deelnames op rij | Vorige deelname |
| ----------- | ---------------- | ---------------- | --------------- |
| Algerije    | 6e               | 5                | 1986            |
| Egypte (t)  | 11e              | 3                | 1986            |
| Ivoorkust   | 8e               | 3                | 1986            |
| Kameroen    | 6e               | 4                | 1986            |
| Kenia       | 2e               | 1                | 1972            |
| Marokko (g) | 6e               | 2                | 1986            |
| Nigeria     | 7e               | 1                | 1984            |
| Zaïre       | 7e *             | 1                | 1974            |

t = titelverdediger, g = gastland
* inclusief 3 deelnames van Congo-Kinshasa

## Speelsteden
| Casablanca         | · Rabat Casablanca | Rabat                 |
| Stade Mohammed V   | · Rabat Casablanca | Stade Moulay Abdallah |
| Capaciteit: 67.000 | · Rabat Casablanca | Capaciteit: 52.000    |
|                    | · Rabat Casablanca |                       |

## Groepsfase

### Groep A
| Land       | Wed | Win | Gel | Ver | DV | DT | +/− | Pnt |
| ---------- | --- | --- | --- | --- | -- | -- | --- | --- |
| Marokko    | 3   | 1   | 2   | 0   | 2  | 1  | +1  | 4   |
| Algerije * | 3   | 1   | 1   | 1   | 2  | 2  | 0   | 3   |
| Ivoorkust  | 3   | 1   | 1   | 1   | 2  | 2  | 0   | 3   |
| Zaïre      | 3   | 0   | 2   | 1   | 2  | 3  | –1  | 2   |

* Algerije kwalificeerde zich na lottrekking.
|                                  |                  |                  |               |                                                                                                  |
| 13 maart 1988 «onderlinge duels» | Marokko          | 1 – 1            | Zaïre         | Stade Mohammed V, Casablanca Toeschouwers: 80.000 Scheidsrechter: Gebreyesus Tesfaye ( Ethiopië) |
| 13 maart 1988 «onderlinge duels» | Merry 43' (pen.) | Wedstrijdverslag | Lutonadio 88' | Stade Mohammed V, Casablanca Toeschouwers: 80.000 Scheidsrechter: Gebreyesus Tesfaye ( Ethiopië) |

|                                  |               |                  |              |                                                                                                   |
| 13 maart 1988 «onderlinge duels» | Ivoorkust     | 1 – 1            | Algerije     | Stade Mohammed V, Casablanca Toeschouwers: 80.000 Scheidsrechter: Eganaden Cadressen ( Mauritius) |
| 13 maart 1988 «onderlinge duels» | A. Traoré 48' | Wedstrijdverslag | Belloumi 16' | Stade Mohammed V, Casablanca Toeschouwers: 80.000 Scheidsrechter: Eganaden Cadressen ( Mauritius) |

|                                  |               |                  |             |                                                                                            |
| 16 maart 1988 «onderlinge duels» | Ivoorkust     | 1 – 1            | Zaïre       | Stade Mohammed V, Casablanca Toeschouwers: 45.000 Scheidsrechter: Ali Bennaceur ( Tunesië) |
| 16 maart 1988 «onderlinge duels» | A. Traoré 74' | Wedstrijdverslag | Kabongo 37' | Stade Mohammed V, Casablanca Toeschouwers: 45.000 Scheidsrechter: Ali Bennaceur ( Tunesië) |

|                                  |                 |                  |          |                                                                                              |
| 16 maart 1988 «onderlinge duels» | Marokko         | 1 – 0            | Algerije | Stade Mohammed V, Casablanca Toeschouwers: 78.000 Scheidsrechter: Idrissa Sarr ( Mauritanië) |
| 16 maart 1988 «onderlinge duels» | El Haddaoui 52' | Wedstrijdverslag |          | Stade Mohammed V, Casablanca Toeschouwers: 78.000 Scheidsrechter: Idrissa Sarr ( Mauritanië) |

|                                  |              |                  |       |                                                                                                 |
| 19 maart 1988 «onderlinge duels» | Algerije     | 1 – 0            | Zaïre | Stade Mohammed V, Casablanca Toeschouwers: 75.000 Scheidsrechter: Hugues Joseph Mongbo ( Benin) |
| 19 maart 1988 «onderlinge duels» | Ferhaoui 36' | Wedstrijdverslag |       | Stade Mohammed V, Casablanca Toeschouwers: 75.000 Scheidsrechter: Hugues Joseph Mongbo ( Benin) |

|                                  |                  |       |           |                                                                                            |
| 19 maart 1988 «onderlinge duels» | Marokko          | 0 – 0 | Ivoorkust | Stade Mohammed V, Casablanca Toeschouwers: 80.000 Scheidsrechter: Ally Hafidhi ( Tanzania) |
| 19 maart 1988 «onderlinge duels» | Wedstrijdverslag |       |           | Stade Mohammed V, Casablanca Toeschouwers: 80.000 Scheidsrechter: Ally Hafidhi ( Tanzania) |

### Groep B
| Land     | Wed | Win | Gel | Ver | DV | DT | +/− | Pnt |
| -------- | --- | --- | --- | --- | -- | -- | --- | --- |
| Nigeria  | 3   | 1   | 2   | 0   | 4  | 1  | +3  | 4   |
| Kameroen | 3   | 1   | 2   | 0   | 2  | 1  | +1  | 4   |
| Egypte   | 3   | 1   | 1   | 1   | 3  | 1  | +2  | 3   |
| Kenia    | 3   | 0   | 1   | 2   | 0  | 6  | –6  | 1   |

|                                  |          |                  |        |                                                                                         |
| 14 maart 1988 «onderlinge duels» | Kameroen | 1 – 0            | Egypte | Stade Moulay Abdellah, Rabat Toeschouwers: 5.000 Scheidsrechter: Idrissa Traoré ( Mali) |
| 14 maart 1988 «onderlinge duels» | Milla 5' | Wedstrijdverslag |        | Stade Moulay Abdellah, Rabat Toeschouwers: 5.000 Scheidsrechter: Idrissa Traoré ( Mali) |

|                                  |                                   |                  |       |                                                                                         |
| 14 maart 1988 «onderlinge duels» | Nigeria                           | 3 – 0            | Kenia | Stade Moulay Abdellah, Rabat Toeschouwers: 4.000 Scheidsrechter: Badara Sène ( Senegal) |
| 14 maart 1988 «onderlinge duels» | Yekini 6' Edobor 13' Okosieme 33' | Wedstrijdverslag |       | Stade Moulay Abdellah, Rabat Toeschouwers: 4.000 Scheidsrechter: Badara Sène ( Senegal) |

|                                  |           |                  |             |                                                                                            |
| 17 maart 1988 «onderlinge duels» | Kameroen  | 1 – 1            | Nigeria     | Stade Moulay Abdellah, Rabat Toeschouwers: 13.000 Scheidsrechter: Bester Kalombo ( Malawi) |
| 17 maart 1988 «onderlinge duels» | Milla 21' | Wedstrijdverslag | Okwaraji 2' | Stade Moulay Abdellah, Rabat Toeschouwers: 13.000 Scheidsrechter: Bester Kalombo ( Malawi) |

|                                  |                               |                  |       | |
| 17 maart 1988 «onderlinge duels» | Egypte                        | 3 – 0            | Kenia | Stade Moulay Abdellah, Rabat Toeschouwers: 12.000 Scheidsrechter: Simon Bantsimba ( Congo-Brazzaville) |
| 17 maart 1988 «onderlinge duels» | Abdelhamid 2', 65' Younes 58' | Wedstrijdverslag |       | Stade Moulay Abdellah, Rabat Toeschouwers: 12.000 Scheidsrechter: Simon Bantsimba ( Congo-Brazzaville) |

|                                  |                  |       |       |                                                                                          |
| 20 maart 1988 «onderlinge duels» | Kameroen         | 0 – 0 | Kenia | Stade Moulay Abdellah, Rabat Toeschouwers: 25.000 Scheidsrechter: Badou Jasseh ( Gambia) |
| 20 maart 1988 «onderlinge duels» | Wedstrijdverslag |       |       | Stade Moulay Abdellah, Rabat Toeschouwers: 25.000 Scheidsrechter: Badou Jasseh ( Gambia) |

|                                  |                  |       |        |                                                                                          |
| 20 maart 1988 «onderlinge duels» | Nigeria          | 0 – 0 | Egypte | Stade Moulay Abdellah, Rabat Toeschouwers: 30.000 Scheidsrechter: Ali Bangoura ( Guinee) |
| 20 maart 1988 «onderlinge duels» | Wedstrijdverslag |       |        | Stade Moulay Abdellah, Rabat Toeschouwers: 30.000 Scheidsrechter: Ali Bangoura ( Guinee) |

## Knock-outfase
|  | halve finale          | halve finale          |   |                       | finale                | finale |
|  |                       |                       |   |                       |                       |        |
|  | 23 maart – Rabat      |                       |   |                       |                       |        |
|  | Nigeria               | 1 (9)                 |   |                       |                       |        |
|  | Algerije              | 1 (8)                 |   |                       |                       |        |
|  |                       |                       |   |                       |                       |        |
|  |                       |                       |   |                       | 27 maart – Casablanca |        |
|  |                       |                       |   |                       | Nigeria               | 0      |
|  |                       | Kameroen              | 1 |                       |                       |        |
|  |                       |                       |   |                       |                       |        |
|  |                       |                       |   |                       | derde plaats          |        |
|  | 23 maart – Casablanca | 23 maart – Casablanca |   | 26 maart – Casablanca | 26 maart – Casablanca |        |
|  | Marokko               | 0                     |   | Algerije              | 1 (4)                 |        |
|  | Kameroen              | 1                     |   |                       | Marokko               | 1 (3)  |

### Halve finales
|                                  |                                                                                    |                  |                                                                                  |                                                                                                 |
| 23 maart 1988 «onderlinge duels» | Nigeria                                                                            | 1 – 1 (nv)       | Algerije                                                                         | Stade Moulay Abdellah, Rabat Toeschouwers: 35.000 Scheidsrechter: Badara Mamaya Sène ( Senegal) |
| 23 maart 1988 «onderlinge duels» | Belgharbi 36' (e.d.)                                                               | Wedstrijdverslag | Maâtar 86'                                                                       | Stade Moulay Abdellah, Rabat Toeschouwers: 35.000 Scheidsrechter: Badara Mamaya Sène ( Senegal) |
| 23 maart 1988 «onderlinge duels» | Strafschoppen                                                                      |                  |                                                                                  | Stade Moulay Abdellah, Rabat Toeschouwers: 35.000 Scheidsrechter: Badara Mamaya Sène ( Senegal) |
| 23 maart 1988 «onderlinge duels» | Eguavoen Adeshina Uwe Sofoluwe Yekini Okwaraji Nwosu Omokaro Okafor Rufai Eguavoen | 9 – 8            | Belloumi Belgherbi Maâtar Yahi Menad Bouafia Medane Chaib Megharia Drid Belloumi | Stade Moulay Abdellah, Rabat Toeschouwers: 35.000 Scheidsrechter: Badara Mamaya Sène ( Senegal) |

|                                  |         |                  |              |                                                                                                   |
| 23 maart 1988 «onderlinge duels» | Marokko | 0 – 1            | Kameroen     | Stade Mohammed V, Casablanca Toeschouwers: 45.000 Scheidsrechter: Eganaden Cadressen ( Mauritius) |
| 23 maart 1988 «onderlinge duels» |         | Wedstrijdverslag | Makanaky 78' | Stade Mohammed V, Casablanca Toeschouwers: 45.000 Scheidsrechter: Eganaden Cadressen ( Mauritius) |

### Troostfinale
|                                  |                                                       |                  |                                                   |                                                                                            |
| 26 maart 1988 «onderlinge duels» | Marokko                                               | 1 – 1 (nv)       | Algerije                                          | Stade Mohammed V, Casablanca Toeschouwers: 10.000 Scheidsrechter: Ally Hafidhi ( Tanzania) |
| 26 maart 1988 «onderlinge duels» | Nader 67'                                             | Wedstrijdverslag | Belloumi 87'                                      | Stade Mohammed V, Casablanca Toeschouwers: 10.000 Scheidsrechter: Ally Hafidhi ( Tanzania) |
| 26 maart 1988 «onderlinge duels» | Strafschoppen                                         |                  |                                                   | Stade Mohammed V, Casablanca Toeschouwers: 10.000 Scheidsrechter: Ally Hafidhi ( Tanzania) |
| 26 maart 1988 «onderlinge duels» | El Gharef Benabicha Ouadani El Maataoui Timoumi Nader | 3 – 4            | Yahi Djahmoune Merzekane Chaib Megharia Belgherbi | Stade Mohammed V, Casablanca Toeschouwers: 10.000 Scheidsrechter: Ally Hafidhi ( Tanzania) |

### Finale
|                                  |                  |                  |         |                                                                                              |
| 27 maart 1988 «onderlinge duels» | Kameroen         | 1 – 0            | Nigeria | Stade Mohammed V, Casablanca Toeschouwers: 50.000 Scheidsrechter: Idrissa Sarr ( Mauritanië) |
| 27 maart 1988 «onderlinge duels» | Kundé 55' (pen.) | Wedstrijdverslag |         | Stade Mohammed V, Casablanca Toeschouwers: 50.000 Scheidsrechter: Idrissa Sarr ( Mauritanië) |

| Afrika Cup Winnaar 1988 |
| ----------------------- |
| KAMEROEN 2de titel      |

## Doelpuntenmakers
2 doelpunten
- Lakhdar Belloumi
- Roger Milla

- Abdoulaye Traoré

- Gamal Abdelhamid

1 doelpunt
- Abdelkader Ferhaoui
- Rachid Maâtar
- Emmanuel Kundé
- Cyrille Makanaky
- Ayman Younes

- Mustafa El Haddaoui
- Abdelkrim Merry
- HasSN Nadir
- Humphrey Edobor
- Ndubuisi Okosieme

- Samuel Okwaraji
- Rashidi Yekini
- Eugène Kabongo
- Lutonadio

Eigen doelpunt
- Abdelrazak BelGHrbi (Tegen Nigeria)